# Graellsia diana
Graellsia diana är en fjärilsart som beskrevs av Leon Fairmaire 1849. Graellsia diana ingår i släktet Graellsia och familjen påfågelsspinnare. Inga underarter finns listade i Catalogue of Life.